# Prescott (Arkansas)
Prescott è una località degli Stati Uniti d'America, capoluogo della contea di Nevada, nello Stato dell'Arkansas.